# شهرستان فلپس (نبراسکا)
شهرستان فلپس، نبراسکا (به انگلیسی: Phelps County, Nebraska) یک سکونتگاه مسکونی در ایالات متحده آمریکا است که در نبراسکا واقع شده‌است.

## خصوصیات
شهرستان فلپس ۱٬۴۰۱٫۱۹ کیلومترمربع مساحت دارد.